# اسکاندیدا (نیومکزیکو)
اسکاندیدا (به انگلیسی: Escondida) یک منطقهٔ مسکونی در ایالات متحده آمریکا است که در نیومکزیکو واقع شده‌است. اسکاندیدا ۴۷ نفر جمعیت دارد و ۱٬۴۰۹٫۱۱ متر بالاتر از سطح دریا واقع شده‌است.